# 1505
Rok 1505 (MDV) byl nepřestupný rok, který podle juliánského kalendáře započal ve středu.
Podle islámského kalendáře započal dne 14. června rok 911. Podle židovského kalendáře se přelomily roky 5265 a 5266. 

## Události

Návrh půdorysu baziliky sv. Petra ve tvaru řeckého kříže od Donata Bramanteho.

- 6. června – Zemětřesení o síle 8,2 stupně zasahuje Nepál. Město Káthmándú je zničeno.
- 19. června – Čeng-te se stává novým čínským císařem Dynastie Ming
- 27. června – Budoucí anglický král Jindřich VIII. odmítá zasnoubení s Kateřinou Aragonskou, vdovou po svém bratru Arturovi.
- 2. července – Martin Luther ve věku 22 let přislibuje, že se stane mnichem poté, co nedaleko něj uhodil blesk ve vesnici Stotternheim
- 17. července – Martin Luther začíná svůj život mnicha v augustiniánském klášteře v Erfurtu
- 24. července – Skupina portugalských průzkumníků při cestě do Indie vyplenila město Kilwa ve východní Africe. Zabila také zdejšího krále, který nechtěl zaplatit výkupné.

- 6. listopadu – Vasilij III. střídá na trůnu Ivana III. a stává se tak moskevským velkoknížetem
- 30. prosince – Érard de la Marck byl zvolen biskupem a knížete Liége

#### Neznámé datum
- Polský král Alexandr Jagellonský podepisuje Nihil Novi, čímž začalo období Zlaté Svobody
- Peter Henlein vyrábí v Norimberku v Německu nejstarší známé kapesní hodinky - Watch 1505
- Lady Markéta Beaufortová obnovuje na univerzitě v Cambridge křesťanskou kolej
- Židovský lékař Jehuda ben Jicchak Abravanel se stává hlavním doktorem v Neapoli
- Francisco de Almeida se stává prvním místokrálem v portugalských koloniích v Indii
- zahájena výstavba dnešní baziliky sv. Petra podle plánů italského architekta a malíře Donata Bramanteho.
- kastilské vojsko dobylo Mazalquivir

## Narození
Česko
- 2. března – Jindřich Dvorský z Helfenburka, rektor Univerzity Karlovy († 15. září 1582)

Svět

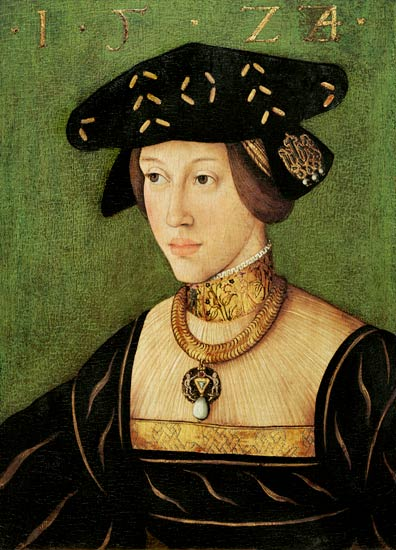
Marie Habsburská (* 18. srpna)

- 4. února – Mikołaj Rej, polský renesanční básník a spisovatel, kalvínský teolog († 1569)
- 18. srpna – Marie Habsburská, manželka českého krále Ludvíka Jagellonského († 18. listopadu 1558)
- 25. prosince – Kristýna Saská, německá šlechtična a hesenská lankraběnka († 15. dubna 1549)
- neznámé datum
  - Christoph Amberger, německý portrétista († 1562)
  - Jakob Seisenegger, dvorní malíř rakouského císaře Ferdinanda I. († 1567)
  - Luis de Granada, španělský teolog a spisovatel († 31. prosince 1588)
  - Lodovico Castelvetro, italský renesanční filolog, filosof a spisovatel († 21. února 1571)
  - John Knox, skotský náboženský reformátor († 24. listopadu 1572)
  - Lozang Döndub, tibetský pančhenlama († 1568)
  - Luis de Moscoso Alvarado, španělský conquistador († 1551)
  - Mehmed Paša Sokolović, velkovezír Osmanské říše († 11. října 1579)
  - Jiří Rakouský, nemanželský syn císaře Maxmiliána I. († 4. května 1557)
  - Thomas Tallis, anglický hudební skladatel († 3. prosince 1585)
  - Čchiou Luan, čínský generál působící v říši Ming († 31. srpna 1552)

## Úmrtí

#### České země
- 18. března – Benedikt z Valdštejna, probošt litoměřické kapituly (* ?)
- 1. září – Vok II. z Rožmberka, šlechtic (* 18. července 1459)
- neznámé datum
  - Kateřina Opavská, šlechtična a kněžna zaháňská (* ?)
  - Heinrich Kramer, dominikán a inkvizitor (* asi 1430)
  - Ladislav I. Popel z Lobkowicz, šlechtic z chlumecké větve Lobkowiczů (* ?)

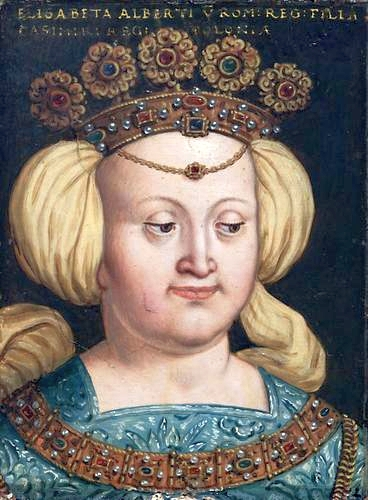
Alžběta Habsburská († 30. srpna)

#### Svět
- 4. února – Johana Francouzská, francouzská královna (* 23. dubna 1464)
- 8. června – Chung-č', čínský císař (* 30. července 1470)
- 15. června – Herkules I. Estenský, italský politik a šlechtic (* 26. října 1431)
- červenec – Jacob Obrecht, franko-vlámský renesanční hudební skladatel (* 1457/58)
- 30. srpna – Alžběta Habsburská, polská královna, manželka polského krále Kazimíra IV. (* 1436)
- 5. září – Raymond Peraudi, francouzský augustinián, biskup a kardinál (* 25. května 1435)
- 17. října – Džalál ad-Dín as-Sujútí, arabský spisovatel a vědec (* 1445)
- 27. října – Ivan III., velkokníže moskevský a vší Rusi
- neznámé datum
  - Adam z Fuldy, německý hudební skladatel (* 1445)
  - Hans Schüchlin, bavorský pozdně gotický malíř (* asi 1430)
  - Sönam Čhoglang, 2. pančhenlama tibetské buddhistické školy Gelugpa (* 1438)

## Hlavy států
- České království – Vladislav Jagellonský
- Svatá říše římská – Maxmilián I.
- Papež – Julius II.
- Anglické království – Jindřich VII. Tudor
- Francouzské království – Ludvík XII.
- Polské království – Alexandr Jagellonský
- Uherské království – Vladislav Jagellonský
- Kastilské království – Jana I. Kastilská
- Portugalsko – Manuel I. Portugalský
- Osmanská říše – Bajezid II.
- Dánsko – Jan I. Dánský
- Skotsko – Jakub IV. Skotský
- Perská říše – Ismail I.